# Diocesi di Sufetula

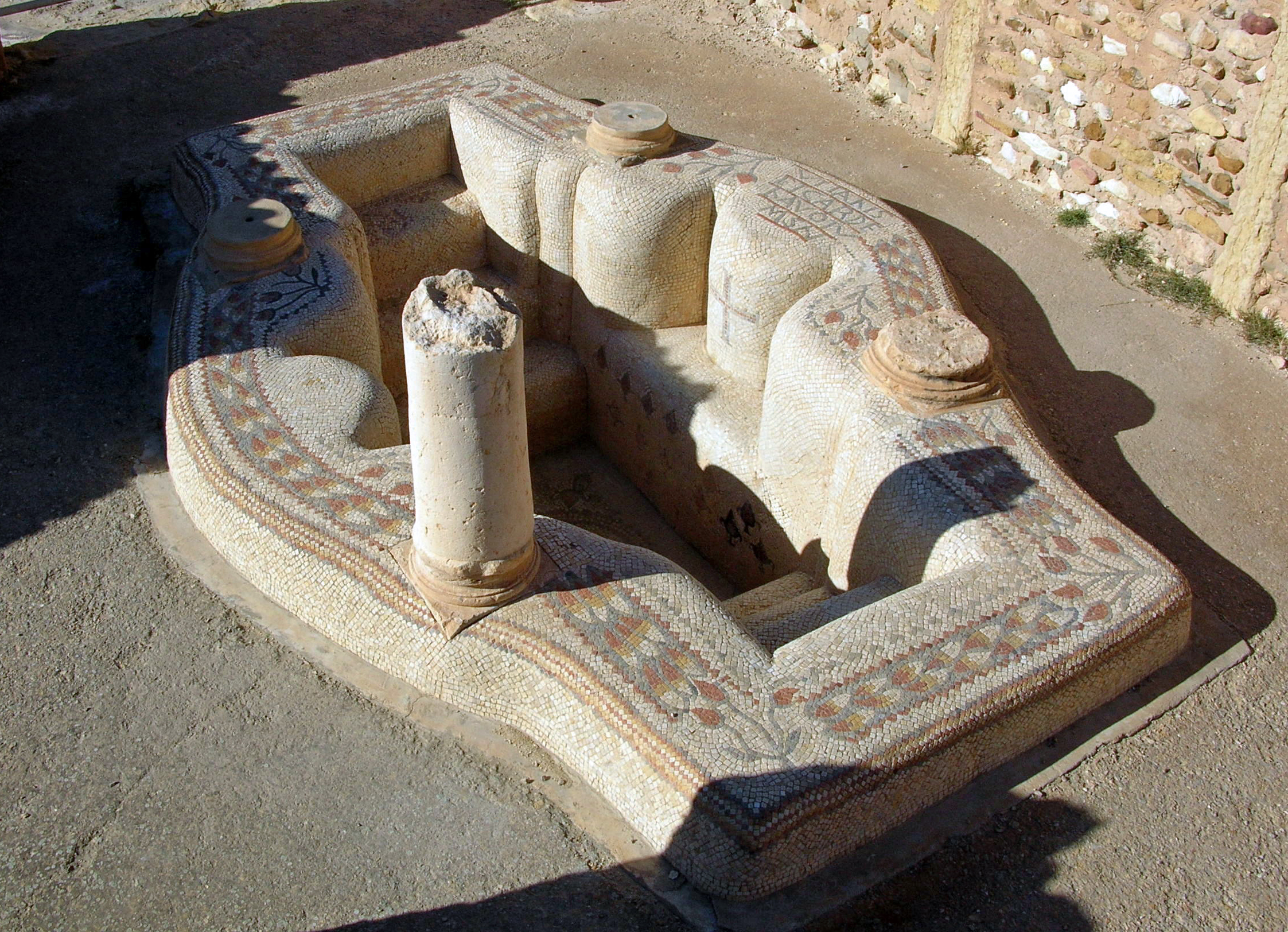
Battistero della chiesa di Vitale

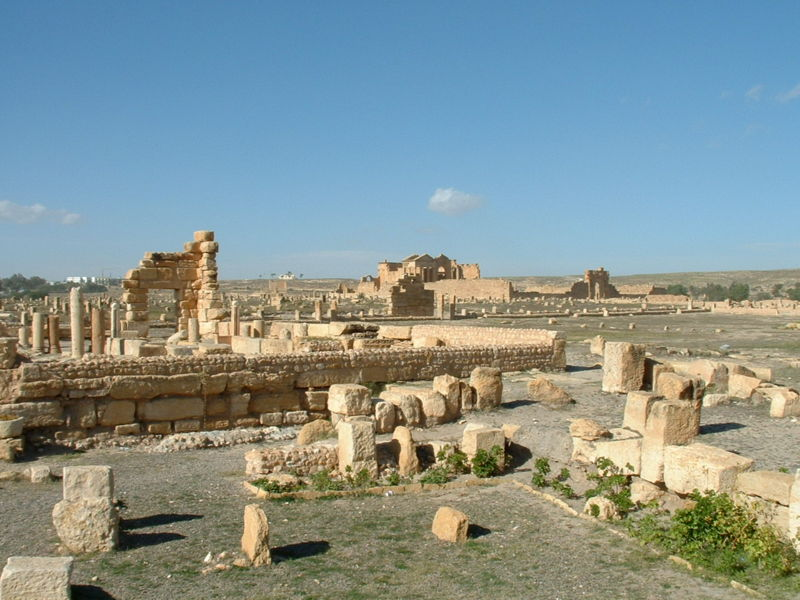
Resti della chiesa dei martiri Silvano e Fortunato

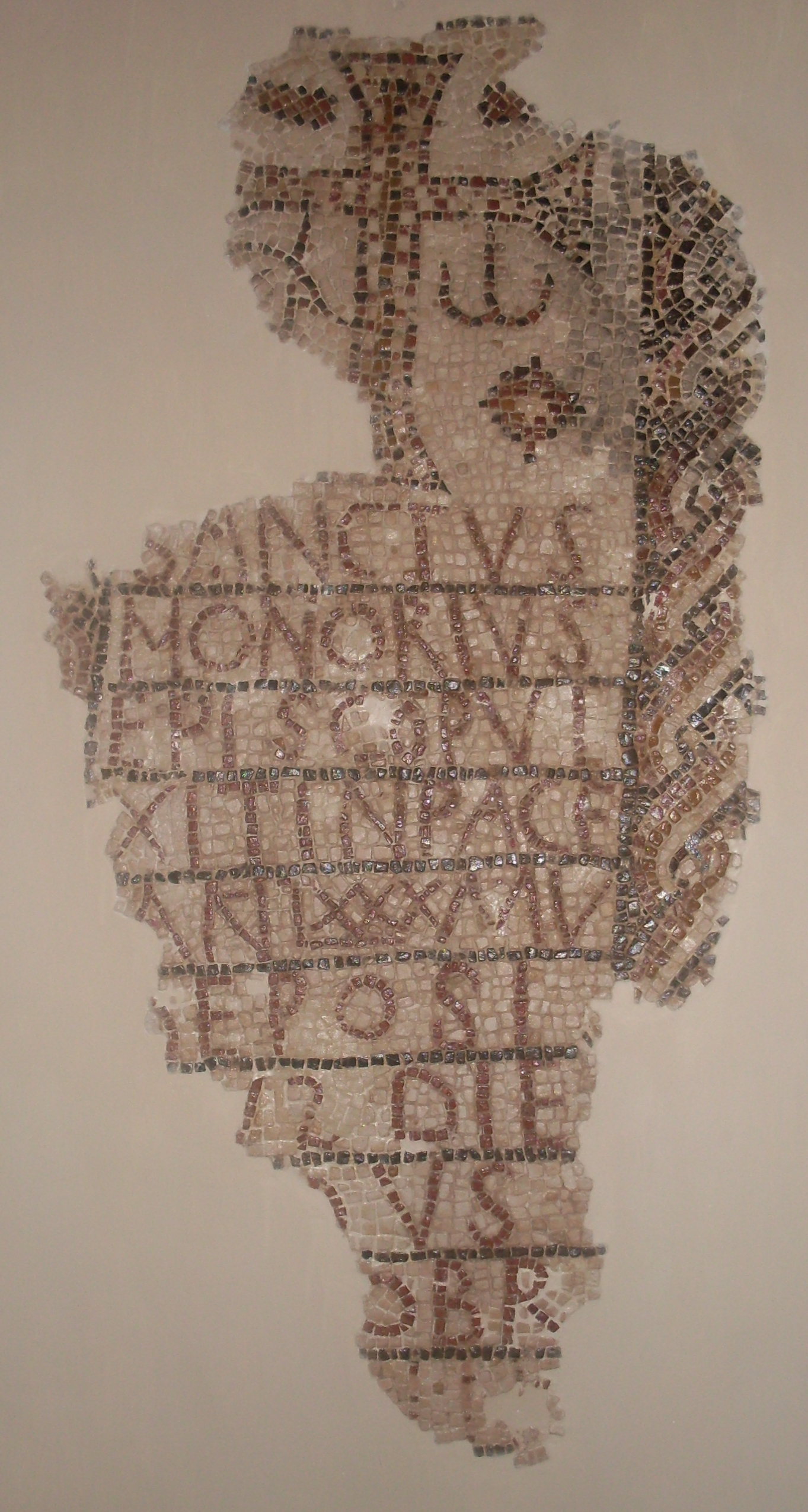
Mosaico del vescovo Onorio di Sufetula

La diocesi di Sufetula (in latino Dioecesis Sufetulensis) è una sede soppressa e sede titolare della Chiesa cattolica.

## Storia
Sufetula, corrispondente alla città di Sbeitla nell'odierna Tunisia, è un'antica sede episcopale della provincia romana di Bizacena.
È una delle antiche città romane e bizantine con il più alto numero di edifici cristiani. Vi si riconoscono almeno quattro chiese: quella dedicata ai martiri Silvano e Fortunato; la chiesa di Servo, dedicata ai santi Gervasio, Protasio e Trifone; la chiesa di Vitale e la chiesa di Bellatore. A circa 2 km dal centro è stata individuata la cosiddetta cappella del vescovo Onorio.
Le fonti documentarie hanno trasmesso i nomi di quattro vescovi di Sufetula. Privaziano intervenne al concilio di Cartagine convocato il 1º settembre 256 da san Cipriano per discutere della questione relativa alla validità del battesimo amministrato dagli eretici, e figura al 19º posto nelle Sententiae episcoporum. Alla conferenza di Cartagine del 411, che vide riuniti assieme i vescovi cattolici e donatisti dell'Africa romana, presero parte il cattolico Giocondo e il donatista Tiziano. Giocondo partecipò anche al concilio indetto a Cartagine nel 419 da sant'Aurelio. Il nome di Presidio Ruspensis figura al 20º posto nella lista dei vescovi della Bizacena convocati a Cartagine dal re vandalo Unerico nel 484; Presidio tuttavia non poté presentarsi, poiché, a causa dell'editto di Unerico del 20 maggio 483, si trovava in esilio.
Gli scavi archeologici hanno restituito i nomi di altri tre vescovi. Il coperchio di un sarcofago riporta l'iscrizione del vescovo Amanzio, che fece fare delle ricerche per ritrovare la tomba del suo predecessore Giocondo; Amanzio visse perciò dopo Giocondo e in un'epoca abbastanza tarda, in cui il luogo di sepoltura di Giocondo era già stato dimenticato. Altre iscrizioni riportano i nomi di Bellatore e di Onorio, vissuti probabilmente in epoca bizantina.
Dal XX secolo Sufetula è annoverata tra le sedi vescovili titolari della Chiesa cattolica; dall'8 marzo 2023 il vescovo titolare è Juarez Albino Destro, R.C.I., vescovo ausiliare di Porto Alegre.

## Cronotassi

### Vescovi
- Privaziano † (menzionato nel 256)
- Giocondo † (prima del 411 - dopo il 419)
  - Tiziano † (menzionato nel 411) (vescovo donatista)
- Presidio † (menzionato nel 484)
- Amazio †
- Bellatore † (circa VII secolo)
- Onorio † (circa VII secolo)

### Vescovi titolari
- João Irineu Joffily (Joffly) † (18 agosto 1914 - 4 maggio 1916 nominato vescovo di Amazonas)
- Flaminio Belotti, P.I.M.E. † (14 giugno 1917 - 23 novembre 1945 deceduto)
- Louis Joseph Cabana, M.Afr. † (9 gennaio 1947 - 25 marzo 1953 nominato arcivescovo di Rubaga)
- Joseph-Marie-Eugène Bretault, M.Afr. † (27 giugno 1954 - 14 settembre 1955 nominato vescovo di Koudougou)
- Arnold Boghaert, C.SS.R. † (9 novembre 1956 - 4 giugno 1957 succeduto vescovo di Roseau)
- Camille Jean-Baptiste Vandekerckhove, C.M. † (24 dicembre 1957 - 10 novembre 1959 nominato vescovo di Bikoro)
- Thomas Patrick Collins, M.M. † (15 novembre 1960 - 7 dicembre 1973 deceduto)
- John Martin Dougherty † (7 febbraio 1995 - 16 aprile 2022 deceduto)
- Juarez Albino Destro, R.C.I., dall'8 marzo 2023